# Othréis
Dans la mythologie grecque, Othréis est une nymphe qui s'unit à la fois avec Zeus et Apollon, dont elle a deux fils, Mélitée et Phager respectivement.
À la naissance de Mélitée, Othréis abandonne l'enfant dans la nature de peur de la colère d'Héra. Le garçon cependant est nourri par les abeilles et survit. Il est bientôt trouvé par son demi-frère Phager, qui faisait paître son mouton à proximité. Impressionné de la merveilleuse façon dont l'enfant avait été nourri et reconnaissant la prophétie qui lui avait dit de prendre soin d'un proche qui aurait été nourri par les abeilles, Phager adopte et élève Mélitée. Devenu adulte, Mélitée fonda la cité de Mélitée en Phthiotide.